# Karnes megye
Karnes megye az Amerikai Egyesült Államokban, azon belül Texas államban található. Megyeszékhelye Karnes City, legnagyobb városa Kenedy. Lakosainak száma 14 710 fő (2020. április 1.). Karnes megye DeWitt, Atascosa, Bee, Gonzales, Goliad, Live Oak és Wilson megyékkel határos.

## Népesség
A megye népességének változása:
| Lakosok száma | 14 865 | 14 957 | 14 873 | 15 081 | 14 975 | 14 710 |
|               | 2010   | 2011   | 2012   | 2013   | 2015   | 2020   |